# Bacchisa transversefasciata
Bacchisa transversefasciata es una especie de escarabajo longicornio del género Bacchisa, tribu Astathini, subfamilia Lamiinae. Fue descrita científicamente por Breuning en 1960.

## Descripción
Mide 7,5 milímetros de longitud.

## Distribución
Se distribuye por Filipinas.